# 上海市初中学业水平考试
上海市初中学业水平考试是中華人民共和國上海市自2017学年的六年级起實行的初中階段評價考試，共分语文、数学、外语、道德与法治(思想品德)、历史、地理、物理、化学、生命科学、信息科技、体育与健身、科学、社会、艺术(包括音乐和美术，下同)和劳动技术15门学科。自2021年起，上海高中將以上海市初中学业水平考试的语文、数学、外语、道德与法治、历史、体育与健身6门科目的成绩和综合测试成绩（總分750分）作为录取的基本依据，用以取代先前的上海市初中毕业统一学业考试。